# Dodge Viper
El Dodge Viper (Chrysler Viper en Europa) es un automóvil deportivo fabricado por la división Dodge del grupo estadounidense Chrysler LLC. Tiene un motor V10 8.4L de gran potencia. La producción del deportivo de dos asientos comenzó en la New Mack Assembly en 1991 mudándose a su actual localización en Conner Avenue Assembly en Detroit, Míchigan en octubre de 1995. Este automóvil, así como numerosas variaciones del mismo, han hecho innumerables apariciones programas de televisión, videojuegos, películas, música y vídeos. 
Dodge creó el Viper para competir contra el Chevrolet Corvette, el Ford GT y otros deportivos con más de 300 CV.

## Historia
El primer prototipo fue probado en enero de 1989. El Viper fue concebido como un reflejo histórico del clásico automóvil deportivo estadounidense. Si bien hay algunos que insisten en que el icónico AC Cobra fue una fuente de inspiración, la versión final del Viper es demasiado grande y pesada para asegurar la proveniencia directa desde el compacto y ligero vehículo. La mayoría afirmó que el parentesco con el Cobra era una estrategia de marketing, aunque Carroll Shelby participó en el diseño inicial del Viper. El prototipo fue presentado en el Salón del Automóvil de Detroit en 1989. El Viper se concibió en un tiempo récord después de ser presentado como prototipo.
Uno de los inventores del concepto, Carrol Shelby, el creador espiritual de los AC Cobra, colaboró íntimamente con los ingenieros de Dodge para definir un automóvil tan radical como único. En particular, el Viper tomó muchas de las señales de diseño con el Ford Shelby Cobra Daytona, cuyas únicas modificaciones a lo largo de una década han venido dadas por un motor cada vez más potente y alguna ligera mejora de equipamiento, pero siempre permaneciendo fiel al concepto original. El primer Viper se denominó "RT/10", y tenía un motor V10 de 7,9 litros bajo su capó delantero, y una carrocería hecha de fibra.
También Detroit fue el punto elegido para hacer debutar el siguiente concepto del Viper: el GTS Coupé, siendo más que un RT/10 capotado, que posteriormente se convertiría en realidad un par de años después y que ya había conducido en fase de prototipo en agosto de 1993. Tenía 50 CV adicionales a los 400 CV del Viper RT y 1,5 mkg de par motor, que se traducían –junto a la mejora aerodinámica- en 27 km/h adicionales de velocidad máxima. Estrenaría también airbag del pasajero, un pedalier regulable en profundidad, aire acondicionado y un tratamiento en profundidad destinado a conseguir un chasis que asimilara cada uno de los caballos y significase el punto de partida para el desarrollo de las versiones de competición, algo que se cristalizaría durante 1998 en el equipo oficial preparado por Oreca, cuyas unidades fueron sin embargo presentadas bajo la marca Chrysler, en razón de ser este auto comercializado en el mercado europeo con esta marca.
Con el paso al siglo XXI el motor V10 fue modificado para impulsar el Viper SRT10 (siglas de Street and Racing Technologies). La cilindrada aumentó, llegando a los 8277 cc, 506 CV de potencia, más de 72 mkg de par y más de 300 km/h de velocidad máxima, termina su producción en 2010 con la versión Dodge Viper SRT10 Final Edition de 50 unidades.
Tres años después sacaron una nueva versión, el SRT Viper GTS, siendo el primero en presentar el tercer logo del Viper, apodado Stryker.
Sergio Marchionne - CEO del grupo F.C.A. hasta 2018 (por fallecimiento) - confirmó la completa desaparición de este superdeportivo en 2017, principalmente debido a su bajo nivel de ventas y a la obligación de instalar airbags de cortina en todos los coches a partir de dicho año. Según cuenta el propio Marchionne, a pesar de que se puede rediseñar el interior para incluir estos airbags (el interior actual nunca se diseñó pensando en ello), el alto coste que tiene el proyecto hace que sea inviable y, además, dicho trabajo no aumentará las ventas.
En agosto de 2017, se produce la última unidad salida de la planta de ensamblaje Conner Avenue en Detroit, donde se ha construido desde 1995.

## Modelos a lo largo de la historia
- Dodge Viper RT/10 (1992)
- Dodge Viper GTS (1996)
- Dodge Viper GTS-R (1998)
- Dodge Viper (1998)
- Dodge Viper RT (1999)
- Dodge Viper GT2 (1999)
- Dodge Viper ACR (1999)
- Dodge Viper GTS-R (2000)
- Dodge Viper GTS (2000)
- Dodge Viper SRT 10 (2003)
- Dodge Viper SRT 10 Coupe (2005)
- Dodge Viper SRT 10 (2008)
- Dodge Viper SRT 10 ACR (2008)
- Dodge Viper SRT10 ACR-X (2009)

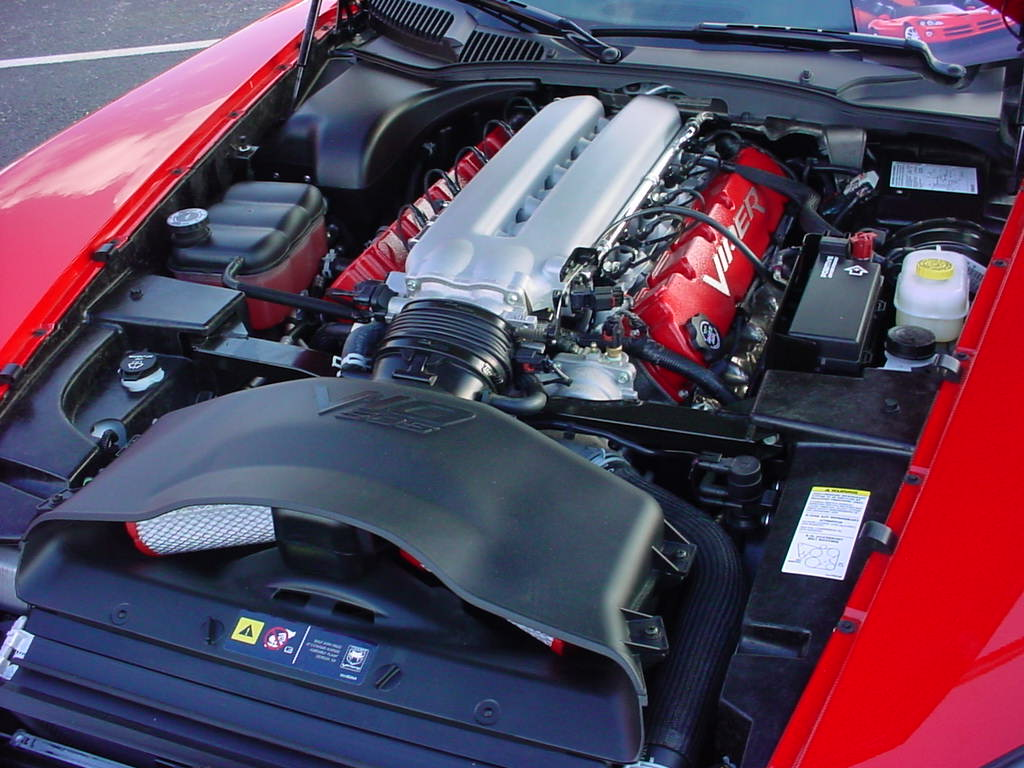
Motor V10 del Dodge Viper.

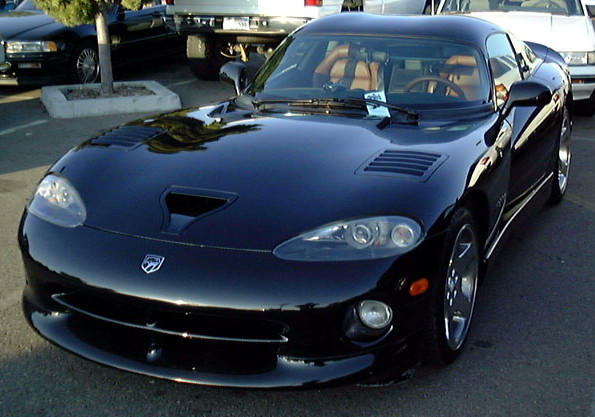
Dodge Viper GTS de la segunda generación.

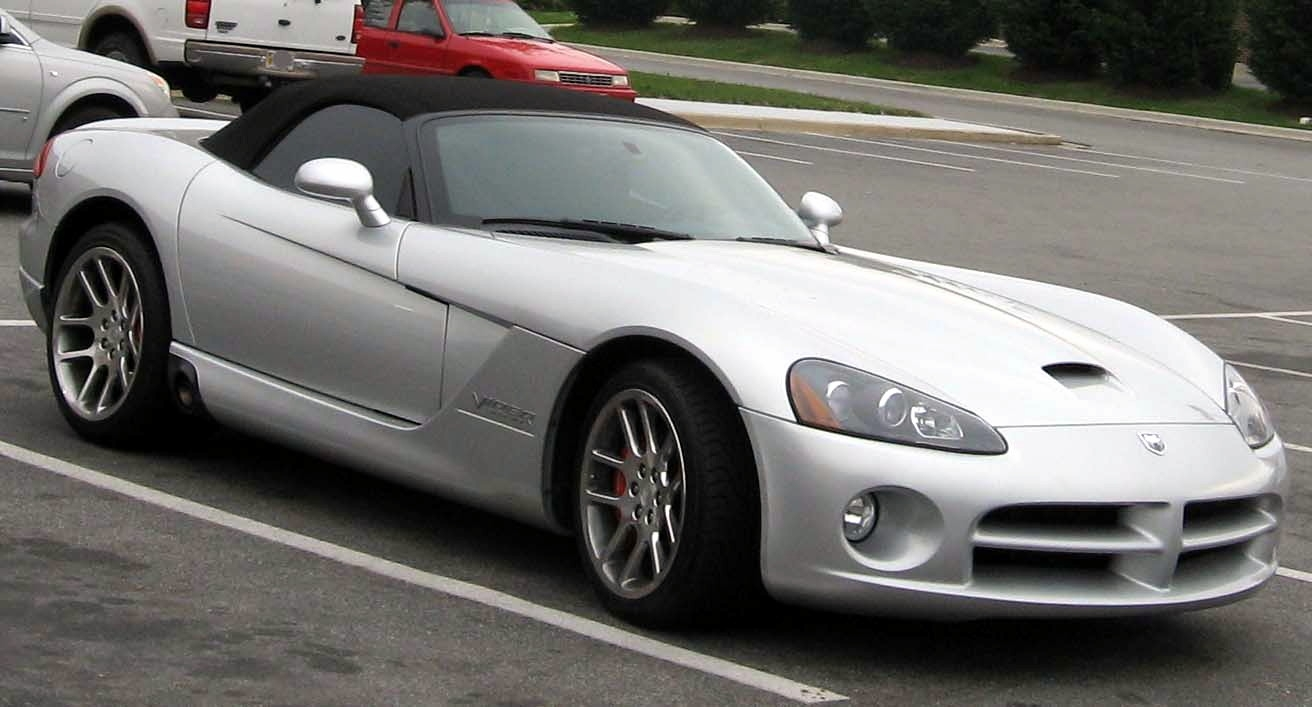
Dodge Viper SRT-10 Roadster, de la tercera generación.

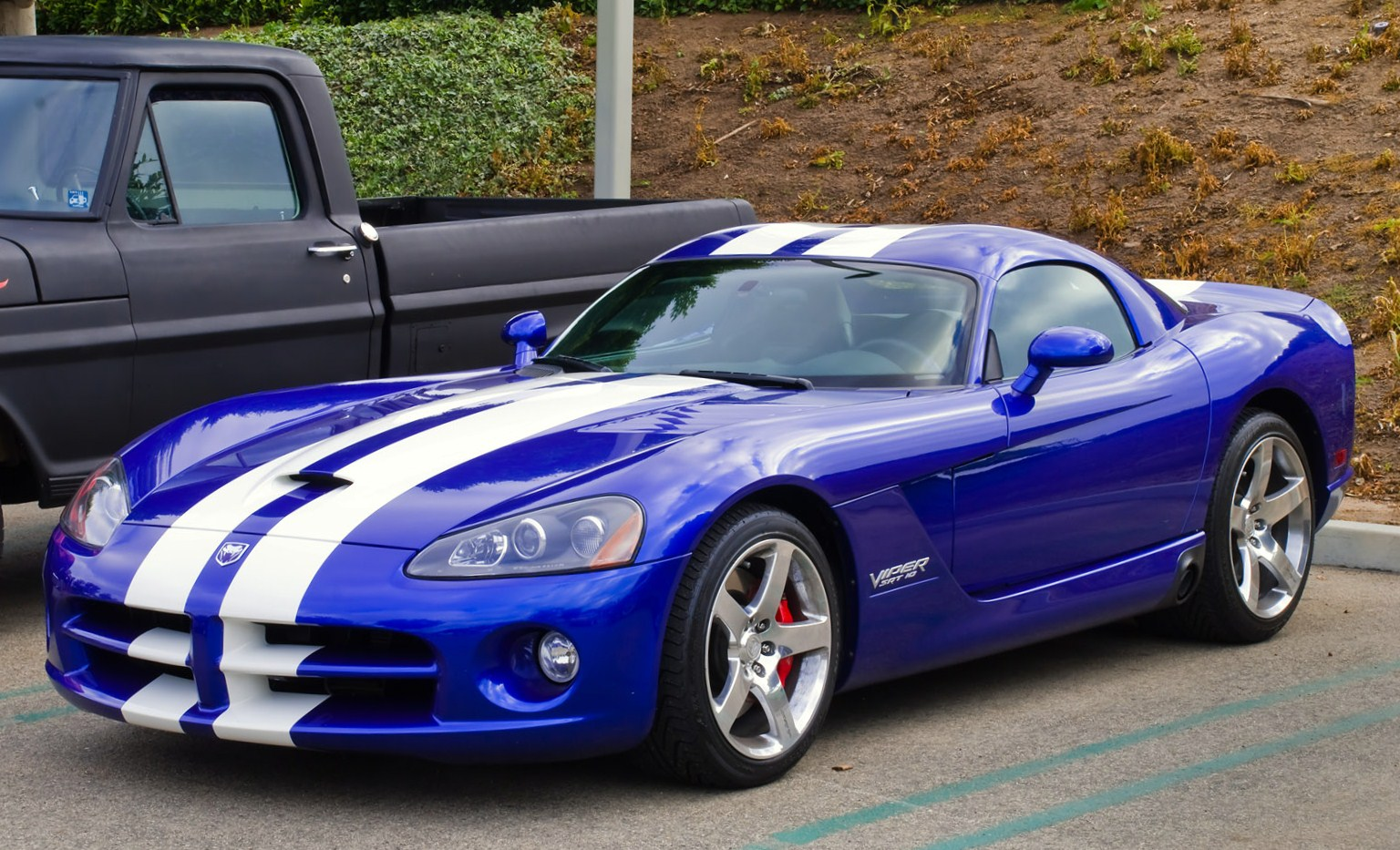
Dodge Viper SRT-10, de la cuarta generación.

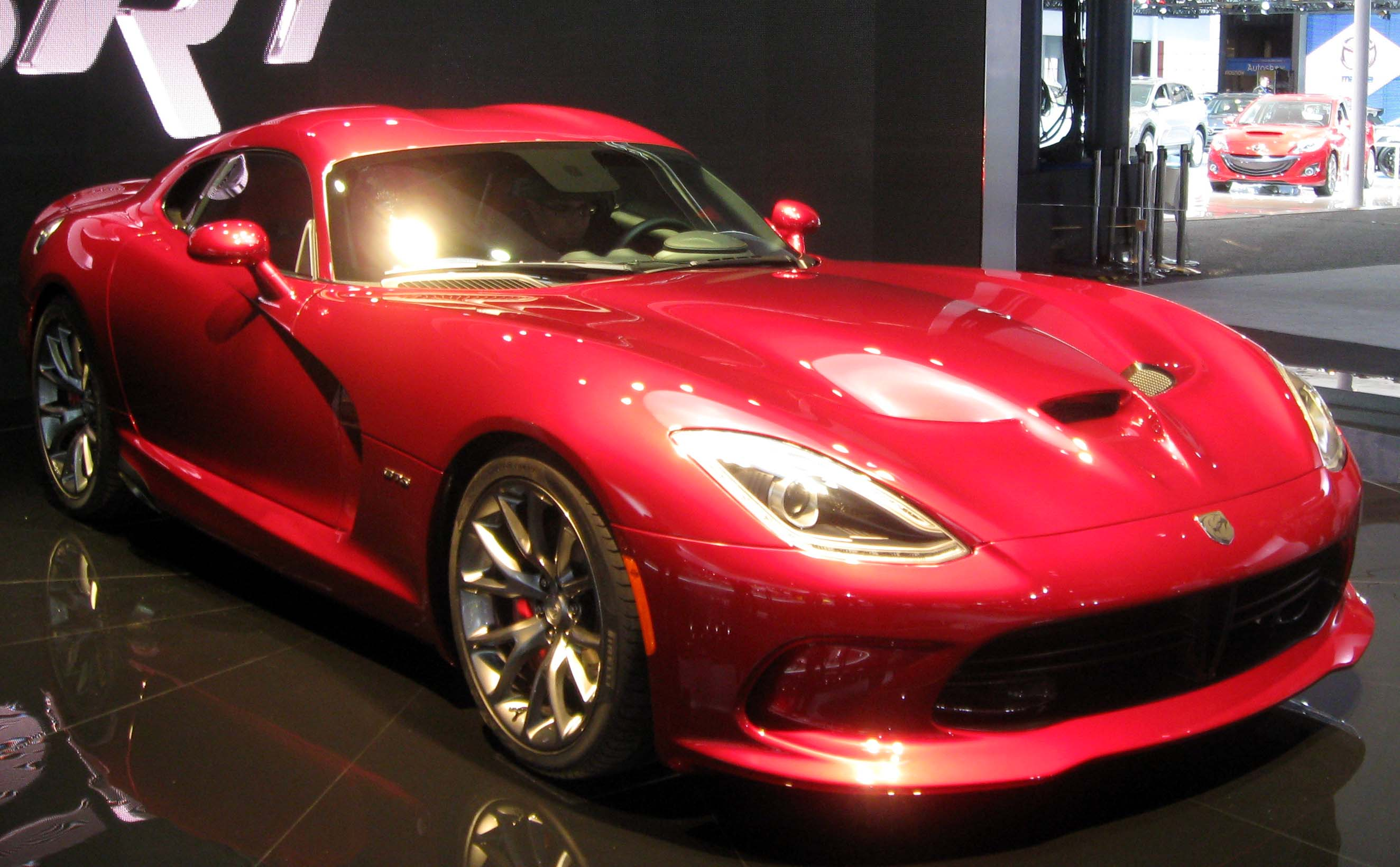
SRT Viper GTS, de la quinta generación.

- Dodge Viper ACR 1:33 Edition (2010)
- Dodge Viper ACR Voodoo Edition (2010)
- Dodge Viper SRT 10 Coupe Final Edition (2010)
- Dodge Viper SRT 10 Convertible Final Edition (2010)
- Dodge Viper SRT 10 ACR Final Edition (2010)
- Dodge Viper SRT 10 Dealer Exclusive (2010)
- Dodge Viper SRT 10 Final Edition (2010)
- SRT Viper GTS (2013)
- SRT Viper (2014)
- SRT Viper (2015)
- Dodge Viper SRT (2016)

## Ventas
| Año  | Ventas en Estados Unidos                           |
| ---- | -------------------------------------------------- |
| 1999 | 1.325 unidades.                                    |
| 2000 | 1.470 unidades.                                    |
| 2001 | 1.388 unidades.                                    |
| 2002 | 1.511 unidades.                                    |
| 2003 | 2.103 unidades.                                    |
| 2004 | 1.782 unidades.                                    |
| 2005 | 1.652 unidades.                                    |
| 2006 | 1.455 unidades.                                    |
| 2007 | 435 unidades.                                      |
| 2008 | 1.172 unidades.                                    |
| 2009 | 482 unidades.                                      |
| 2010 | 392 unidades + 50 Dodge Viper SRT10 Final Edition. |